# Оссора (река)
Оссора — река на северо-востоке полуострова Камчатка.
Длина реки — 34 км. Протекает по территории Карагинского района Камчатского края. Впадает в Карагинский залив, неподалёку от устья находится посёлок Оссора.
Название в переводе с корякского Асоран — «жилище горбуши».

## Данные водного реестра
По данным государственного водного реестра России относится к Анадыро-Колымскому бассейновому округу.
Код объекта в государственном водном реестре — 19060000312120000008946.